# Мъже, жени и деца
„Мъже, жени и деца“ (на английски: Men, Women & Children) е американска трагикомедия от 2014 г. на режисьора Джейсън Райтман, който е съсценарист със Ерин Кресида Уилсън. Във филма участват Розмари Дюит, Дженифър Гарнър, Джуди Гриър, Дийн Норис, Адам Сандлър, Ансел Елгорт, Кейтлин Девър и Тимъти Шаламе.
Премиерата на филма е във Международния филмов фестивал в Токио на 6 септември 2014 г., а след това е пуснат на 1 октомври 2014 г. от „Парамаунт Пикчърс“.